# Ia Orana Maria
«Ia Orana Maria» (в переводе с таитянского — «Мы молимся тебе, Мария»; в русскоязычной литературе также фигурирует под названием «Аве, Мария») — картина Поля Гогена, написанная им в 1891 году, вскоре после своего первого прибытия на Таити.
В данной картине, которая считается одной из самых выдающихся работ художника, Гоген объединил черты полинезийского национального колорита.

## История картины
В письме одному из своих друзей Гоген назвал «Ia Orana Maria» своей первой большой работой после многочисленных набросков и этюдов, выполненных им по прибытии на остров.
Натурщицей для главной героини полотна послужила невенчанная жена Гогена, юная таитянка Техура, которую художник писал очень часто, а в качестве модели Младенца Христа выступил маорийский мальчик.
В 1893 году, вернувшись во Францию, Гоген представил «Ia Orana Maria» на одной из выставок, организованных Дюраном-Рюэлем, которая состоялась в ноябре того же года. За две тысячи франков картину приобрёл коллекционер живописи Мишель Манци.
В 1902 году, накануне открытия выставки таитянских полотен Гогена, художник попытался передать «Ia Orana Maria» в дар Люксембургскому музею, однако хранитель музея Леонс Бенедит отверг этот дар, очевидно, сочтя картину неприличной.

## Сюжет и композиция
Название картины — «Ia Orana Maria» — передаёт таитянское звучание приветствия архангела Гавриила, адресованного Деве Марии и предшествовавшего, в соответствии с текстом евангельского эпизода «Благовещение», возвещению о будущем появлении на свет Иисуса Христа. Поль Гоген адаптировал христианскую историю о Сыне Божьем под окружающую обстановку, типичную для Полинезии, и поместил религиозный сюжет на передний план. Всё в изображённой художником сцене Рождества Христова — и мать, и младенец, и пришедшие для поклонения женщины, символизирующие волхвов из другого евангельского сюжета, — полинезийское. Ещё один персонаж картины — женоподобный ангел с золотыми крыльями — написан наполовину скрытым среди ветвей цветущего дерева, будто в засаде, при помощи чего автор хотел передать атмосферу таинственности. В письме, адресованном одному из своих друзей, Гоген описывал «Ia Orana Maria» следующим образом:

Ангел с жёлтыми крыльями открывает Марию и Иисуса двум обнажённым таитянкам, одетым в парео (…) Очень мрачный, гористый фон и цветущие деревья… тёмная фиолетовая тропинка и изумрудно-зелёный передний план с растущими слева бананами. Я, пожалуй, доволен этим.
Оригинальный текст (англ.)An angel with yellow wings reveals Mary and Jesus, both Tahitians, to two Tahitian women, nudes dressed in pareus (…) Very somber, mountainous background and flowering trees… a dark violet path and an emerald green foreground, with bananas on the left. I’m rather happy with it.

Художник изобразил женщину в ярко-красном узорном парео в полный рост, а младенца — сидящим у неё на плече. Для европейской живописи и иконописи такая поза была совершенно нетипична, поэтому для того, чтобы зритель сумел идентифицировать героев картины как Деву Марию и Иисуса Христа, Гоген окружил их головы сияющими нимбами. В целом живописец выдержал полотно в чистых, ярких цветах, тем самым попытавшись передать поразившие его нравственную чистоту, непосредственность туземцев, а также экзотическую красоту пейзажа. В картине намеренно подчёркнута плоскость холста, что придаёт ей сходство с гобеленом — автор отказывается от передачи глубины пространства и реального освещения.

## Трактовка
Значительная часть искусствоведов приходит к выводу, что в работе «Ia Orana Maria» Гоген ставил перед собой цель слияния воедино христианского образа и черт первозданного, языческого мира путём облачения христианской фигуры в полинезийский костюм. Эта картина стала прямой преемницей ранних произведений художника на религиозные сюжеты, и наиболее ярким подтверждением тому является «Видение после проповеди», написанное Гогеном в годы пребывания в Бретани: ангел, изображённый на «Ia Orana Maria», имеет золотые крылья, как и ангел на картине «Видение после проповеди». О явной преемственности говорит и возвращение живописца к принципу смешивания повседневного и сверхъестественного, которого Гоген придерживался в бретонский период — единственным различием между таитянскими работами и картинами прошлых лет стала большая красочность, колоритность полотен, написанных на Таити. На то обстоятельство, что Гоген написал «Ia Orana Maria» в самом начале пребывания на острове, указывает обращение автора к христианской тематике: в период работы над последующими картинами с религиозным подтекстом художник вдохновлялся, главным образом, полинезийскими верованиями.
По искусствоведческим оценкам, положения, принятые девушками на заднем плане картины перекликаются с характерными буддийскими позами. Несмотря на то, что Гоген всегда находил восточное и египетское искусство слишком примитивным, он списал обе молящиеся женские фигуры с фотографии барельефного изображения танцовщиц на фризе яванского храма в Боробудуре, которые приобрёл на Всемирной выставке в 1889 году. По мнению итальянского искусствоведа Марии Грации Мессины, в «Ia Orana Maria» живописец отдаёт дань и итальянскому ренессансу, испытывая влияние флорентийской и сиенской школ живописи, в частности, придавая героям этой картины сходство с некоторыми персонажами знаменитой «Весны» Сандро Боттичелли. Задний план шедевра Боттичелли напоминал и фон «Ia Orana Maria» с аналогичным лесным ландшафтом и фигурами. Причиной тому, вероятно, стало то, что к стене хижины, где жил Гоген, была приколота репродукция «Весны». Мессина, помимо того, отмечала, что лица обнаруживают общие черты с лицами ангелов с полотен Фра Беато Анджелико.